# Alastair Sim
 (février 2021).
Si vous disposez d'ouvrages ou d'articles de référence ou si vous connaissez des sites web de qualité traitant du thème abordé ici, merci de compléter l'article en donnant les références utiles à sa vérifiabilité et en les liant à la section « Notes et références ».
Alastair Sim est un acteur britannique, né le 9 octobre 1900 à Édimbourg (Royaume-Uni) et mort le 19 août 1976 à Londres (Royaume-Uni).

## Biographie
Alastair Sim naquit à Édimbourg en 1900, le dernier-né d’une famille de quatre enfants. Sa mère, originaire de l’île d’Eigg, ne parlait pas un mot d’anglais lorsqu’adolescente, elle arriva en Angleterre ; elle ne parlait, en effet que le gaélique. Son père, Alexandre Sim, était un homme d’affaires prospère, établi à Édimbourg, et qui possédait quelques biens à Braemar. Entre autres singularités, il refusa d’être anobli.
Alastair Sim fit ses études à George Heriot, une école privée d’Édimbourg.
Il devint professeur d’art dramatique à l’université d’Édimbourg de 1925 à 1930, dont il devint plus tard le recteur, de 1948 à 1951. Il révéla pourtant dans une interview, que tandis qu’il avançait vers l’âge adulte, et qu’il considérait les changements avantageux que la nature exerçait sur son corps, il ne songeait, en réalité, qu’à devenir hypnotiseur - et qu’il s’exerçait, d’ailleurs, déjà sur des chiens…

## Carrière d’acteur

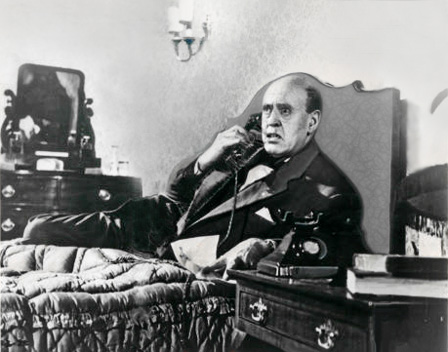
Photographie de presse du film The Green Man, 1957 .Alastair Sim joue le rôle de Hawkins

Avec une prédilection pour le théâtre, Sim débuta dans Othello en 1930. Il endossa pour une saison le rôle du Capitaine Hook à l’Old Vic Theatre, puis, entre 1941 et 1968, qu’il reprit ensuite et à six reprises dans différentes productions.
Il débuta au cinéma en 1935, dans The Case of Gabriel Perry d’Albert de Courville, puis enchaîna les seconds rôles avec tant de talent qu’il volait presque toujours la vedette aux premiers rôles. Le Sergent Bingham restera le personnage le plus marquant qu’il joua à cette époque dans la célèbre série des Inspecteur Hornleig, tournée entre 1939 et 1941. Il en partageait l’affiche avec Gordon Harker, mais son jeu était si brillant, qu’on ne pouvait dire, en réalité, qui tenait le rôle principal.
On lui proposa très rapidement des rôles à la mesure de son talent. Il multiplia les succès dans des réalisations telles que La couleur qui tue (Green for Danger – 1946), Cette sacrée jeunesse – 1950) où il est Madame le proviseur, aux côtés de Margaret Rutherford, ou encore Rires au paradis. C’est sans surprise que dans les années 1950, il fut élu acteur préféré du public britannique.
Mais c’est en 1951 et dans Scrooge, qu’il se sublima, dans une adaptation du roman de Charles Dickens Un chant de Noël (A Christmas Carol). Il revisita le personnage en 1971 en prêtant sa voix au dessin animé (A Christmas Carol) qui fut, à cette occasion, couronné d’un oscar.
On se souvient de sa prestation en tant que Miss Fritton, Proviseur à St Trinian, dans The Belles of St. Trinian’s (1954) où il jouait également le rôle de son frère, Clarence Fritton. Il reprit plus tard le rôle de Miss Fritton dans Fric-Fracs à gogo (Blue Murder at St. Trinian’s – 1957). Bien qu’écossais, il déclina l’offre qu’on lui fit de participer à Whisky à gogo (Whisky Galore!) expliquant qu’il ne pouvait souffrir les Écossais de métier. Entre autres films qui firent sa légende, il y a Un soir de rixe (en) (Waterloo Road – 1944), Le Grand Alibi d’Alfred Hitchcock (Stage Fright – 1950), Folly to be Wise (en) (1953), et Un inspecteur vous demande (An Inspector Calls – 1954). Sa prestation en tant qu’inspecteur Goole (Mr Squales) dans London Belongs to Me (1948) impressionna tant Alec Guiness, que ce dernier s’en inspira pour son interprétation dans Tueurs de dames (The Ladykillers - 1955)
Au théâtre, et dans les dix dernières années de sa vie, il connut un succès particulier aux côtés de Patricia Routledge, dans deux pièces d’Arthur Wing Pinero, The Magistrate et Dandy Dick, données au Chichester Festival Theatre et dans le West End de Londres.
À la télévision, son apparition la plus mémorable restera celle du juge Justice Swallow, dans la série Misleading Cases, diffusée entre les années 1967 et 1971.

## Vie privée
Il épousa Naomi Plaskitt (1913-1976), et passe pour avoir été le père spirituel de l’acteur George Cole, avec lequel il tourna dans Cottage à louer (Cottage to Let) d'Anthony Asquith  (1941), Cette sacrée jeunesse (The Happiest Days of Your Life -1950), Scrooge (1951), Rires au paradis (Laughter in Paradise - 1951), The Belles of St. Trinian’s (1954), Un inspecteur vous demande (An Inspector Calls, 1954), The Green Man (1956), et Blue Murder at St. Trinian’s (1957).
Son rapport à la célébrité a toujours été ambivalent. Il ne signait que très rarement des autographes, et dans une interview au magazine Focus on Film, il déclara que dans une profession comme la sienne, on ne doit sa popularité qu’au public, qui ne juge les comédiens que sur leurs performances d’acteur, et que toute la publicité du monde ne peut rien y changer.
Il fut décoré du titre de commandeur de l’Empire Britannique en 1953. Il refusa plus tard, à l’instar de son père, d’être anobli.
En 1959, il poursuivit en justice (avec succès) l’auteur d’une publicité de haricots qui s’était servi de sa voix, clamant qu’il ne sacrifierait jamais son talent sur l’autel du mercantilisme publicitaire, pour quelque motif que ce fût.
Il meurt à l’âge de 76 ans à Londres, d’un cancer du poumon.
Le 23 juillet 2008, une plaque commémorative fut inaugurée sur la façade de sa maison, au 8 Frognal Gardens, Hampstead - London.

## Filmographie

### Cinéma
- 1935 : A Fire Has Been Arranged de Leslie S. Hiscott : Cutte
- 1935 : Late Extra de Albert Parker : Mac
- 1935 : The Riverside Murder de Albert Parker : sergent McKay
- 1935 : The Private Secretary de Henry Edwards : M. Nebulae
- 1935 : The Case of Gabriel Perry de Albert de Courville
- 1936 : Wedding Group de Campbell Gullan : Angus Graham
- 1936 : Keep Your Seats, Please de Monty Banks : Drayton
- 1936 : Man in the Mirror de Maurice Elvey : l’interprète
- 1936 : Troubled Waters de Albert Parker : Mac MacTavish
- 1936 : The Big Noise de Alex Bryce : Finny
- 1937 : Strange Experiment de Albert Parker : Lawler
- 1937 : Melody and Romance de Maurice Elvey : professeur Williams
- 1937 : A Romance in Flanders de Maurice Elvey : colonel Wexton
- 1937 : Clothes and the Woman de Albert de Courville : François
- 1937 : Gangway de Sonnie Hale : Taggett
- 1937 : The Squeaker de William K. Howard : Joshua Collie
- 1938 : This Man Is News de David MacDonald : Macgregor
- 1938 : Alf’s Button Afloat de Marcel Varnel : The Genie of the Button / Eustace
- 1938 : Sailing Along de Sonnie Hale : Sylvester
- 1938 : The Terror de Richard Bird : ‘Soapy’ Marx
- 1938 : Climbing High de Carol Reed : Max
- 1939 : The Mysterious Mr Davis de Claude Autant Lara : Theodore F. Wilcox
- 1939 : This Man in Paris de David MacDonald : Macgregor
- 1939 : Inspector Hornleigh de Eugene Forde : sergent Bingham
- 1939 : Inspector Hornleigh on Holiday de Walter Forde : sergent Bingham
- 1940 : Law and Disorder de David MacDonald : Samuel Blight
- 1941 : Inspector Hornleigh Goes to It de Walter Forde : sergent Bingham
- 1941 :Cottage à louer (Cottage to Let) d'Anthony Asquith  : Charles Dimble
- 1942 : Let the People Sing de John Baxter : le professeur
- 1945 : Waterloo Road (Un Soir de Rixe) de Sidney Gilliat : Dr Montgomery
- 1946 : La Couleur qui tue (Green for Danger) de Sidney Gilliat : inspecteur Cockrill
- 1947 : À cor et à cri (Hue and Cry) de Charles Crichton : Felix H. Wilkinson
- 1947 : Captain Boycott de Frank Launder : Father McKeogh
- 1948 : London Belongs to Me de Sidney Gilliat : M. Squales
- 1950 : Le Grand Alibi (Stage Fright) de Alfred Hitchcock : Commodore Gill
- 1950 : Cette sacrée jeunesse (The Happiest Days of Your Life) de Frank Launder : Wetherby Pond
- 1951 : Rires au paradis (Laughter in Paradise) de Mario Zampi : Deniston Russell
- 1951 : Lady Godiva Rides Again de Frank Launder : Hawtrey Murington (Optimum Films)
- 1951 : Scrooge de Brian Desmond Hurst : Ebenezer Scrooge
- 1953 : Week-end à Paris (Innocents in Paris), de Gordon Parry : Sir Norman Barker
- 1953 : Folly to Be Wise de Frank Launder : capitaine Paris
- 1954 : The Belles of St. Trinian’s de Frank Launder : Millicent Fritton / Clarence Fritton
- 1954 : Un inspecteur vous demande An Inspector Calls de Guy Hamilton : inspecteur Goole
- 1955 : Escapade de Philip Leacock : Dr Skillingworth
- 1955 : Geordie : The Laird de Sidney Gilliat et Frank Launder
- 1956 : The Green Man de Robert Day : Hawkins
- 1957 : Blue Murder at St. Trinian’s de Frank Launder : Miss Amelia Fritton
- 1958 : Le Dilemme du docteur (The Doctor’s Dilemma) de Anthony Asquith : Cutler Walpole
- 1959 : Left Right and Centre de Sidney Gilliat : Lord Wilcot
- 1960 : Les Dessous de la millionnaire (The Millionairess) de Anthony Asquith : Sagamore
- 1960 : L’Académie des coquins (School for Scoundrels or How to Win Without Actually Cheating!) de Robert Hamer : M. S. Potter
- 1961 : The Anatomist : Dr Knox
- 1971 : Un chant de Noël : Ebenezer Scrooge (voix)
- 1972 : Dieu est mon droit (The Ruling Class) de Peter Medak : évêque Lampton
- 1975 : Le Froussard héroïque (Royal Flash) de Richard Lester : M. Greig
- 1976 : Les Petits Voleurs de chevaux Escape from the Dark de Charles Jarrott : Lord Harrogate

### Télévision
- 1967 : Misleading Cases : Stipendary Magistrate Mr Swallow
- 1968 : Cold Comfort Farm : Amos Starkadder
- 1976 : Rogue Male : The Earl

## Crédits
- (en) Cet article est partiellement ou en totalité issu de l’article de Wikipédia en anglais intitulé « Alastair Sim » (voir la liste des auteurs).